# SKUNK SHOT BOOSTERの BACK STAGE PASS
SKUNK SHOT BOOSTERの BACK STAGE PASS（スカンクショットブースターのバックステージパス）は、エフエム佐賀で毎週木曜21:00-21:30に放送されていたラジオ番組。スポンサーはモラージュ佐賀の一社提供。

## 概要

### 放送時間
木曜　21:00-21:30

### パーソナリティ
- SKUNK SHOT BOOSTER

## 主なコーナー
スカンクさんいらっしゃ～い
モラージュ佐賀の各テナントの紹介コーナー。メンバーが様々なゲームをしながら店舗の紹介を行う。
大喜利スカンク
ポイント制で最下位のメンバーが罰ゲームとして佐賀市東与賀町にある『干潟よか公園』のフリーフォール（滑り台）に挑んだ。
『SKUNKY THURESDAY WAITING-ROOM “SAGANTI”』
佐賀で活動しているアーティストを紹介するコーナー。

### 終了したコーナー
スカンクの滑らない物語
SCHOOL WARS
色モノ戦隊ゴレンジャイ
いわゆる山手線ゲーム。最下位のメンバーは罰ゲームあり。
クイズ3人に聞きました
メンバー3人が出すヒントで残りの一人が答えるゲーム。

## 特別番組
- 2013年9月15日にミニアルバム「少年よ、大志を抱いておけ」のリリースを記念し、特別番組「SKUNK SHOT BOOSTERの≪帰ってきた≫BACK STAGE PASS」を放送。